# Blaveta del crespinell
La blaveta del crespinell (Scolitantides orion) és una espècie de lepidòpter papilionoïdeu de la família dels licènids (Lycaenidae) present als Països Catalans.

## Distribució
S'estén de forma local al nord i sud d'Europa, incloent el sud de Noruega, el sud de Suècia, el sud de Finlàndia, centre i est de la península Ibèrica, sud de França, sud de Suïssa, Itàlia, i des del sud de Polònia fins al nord de Grècia a través d'Hongria i els Balcans. També és present a l'Àsia, des de Turquia fins a l'Extrem Orient Rus i el Japó, passant per l'Àsia central. Absent de les principals illes mediterrànies, excepte Còrsega i Sicília. A la península Ibèrica es troba des de la província de Palència al nord-oest fins a la Regió de Múrcia al sud-est. A Catalunya és una papallona amb una distribució força àmplia, però molt local i dispersa, amb les majors concentracions als Prepirineus centrals, concretament a les comarques de l'Alt Urgell, Solsonès, Cerdanya i Berguedà.

## Descripció
Envergadura alar d'entre 22 i 29 mm. Lleuger dimorfisme sexual a l'anvers per la major extensió de coloració blava en el mascle. Anvers molt fosc, de marró fosc a negre, amb una quantitat variable d'escates blau fosc metal·litzat a la base i part central de l'ala i que poden arribar, en alguns mascles, pràcticament fins al marge. L'ala anterior té un punt negre ben marcat i, en ambdues ales, s'hi troba un ampli marge fosc a la vora, envoltat per la part interior per una franja més clara. Revers molt clar, gairebé blanc amb diverses sèries de punts negres en ambdues ales i, a l'ala posterior, una franja taronja prop del marge. Ambdós sexes presenten les fímbries escaquejades.

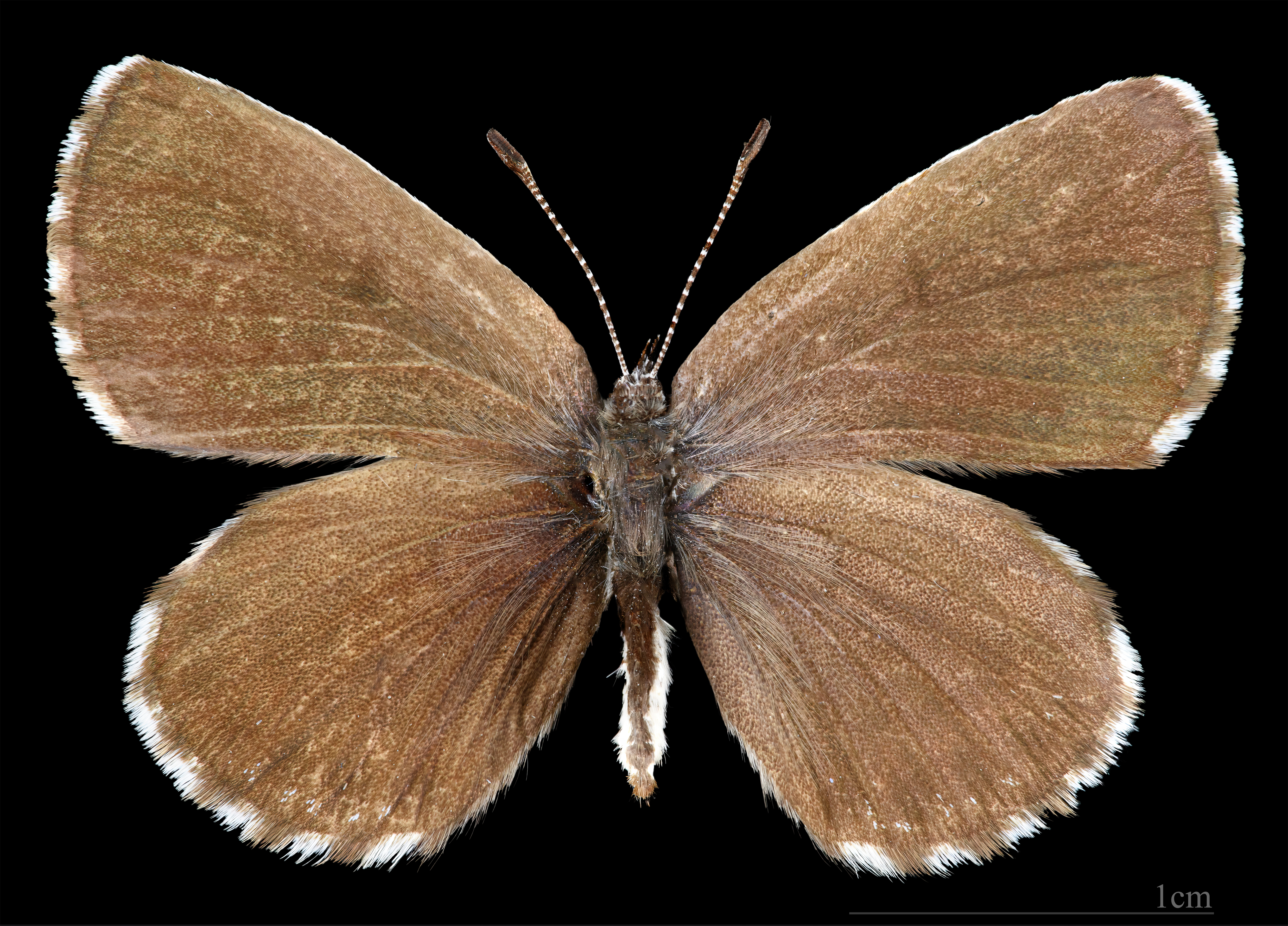
Scolitantides o. orion ♀
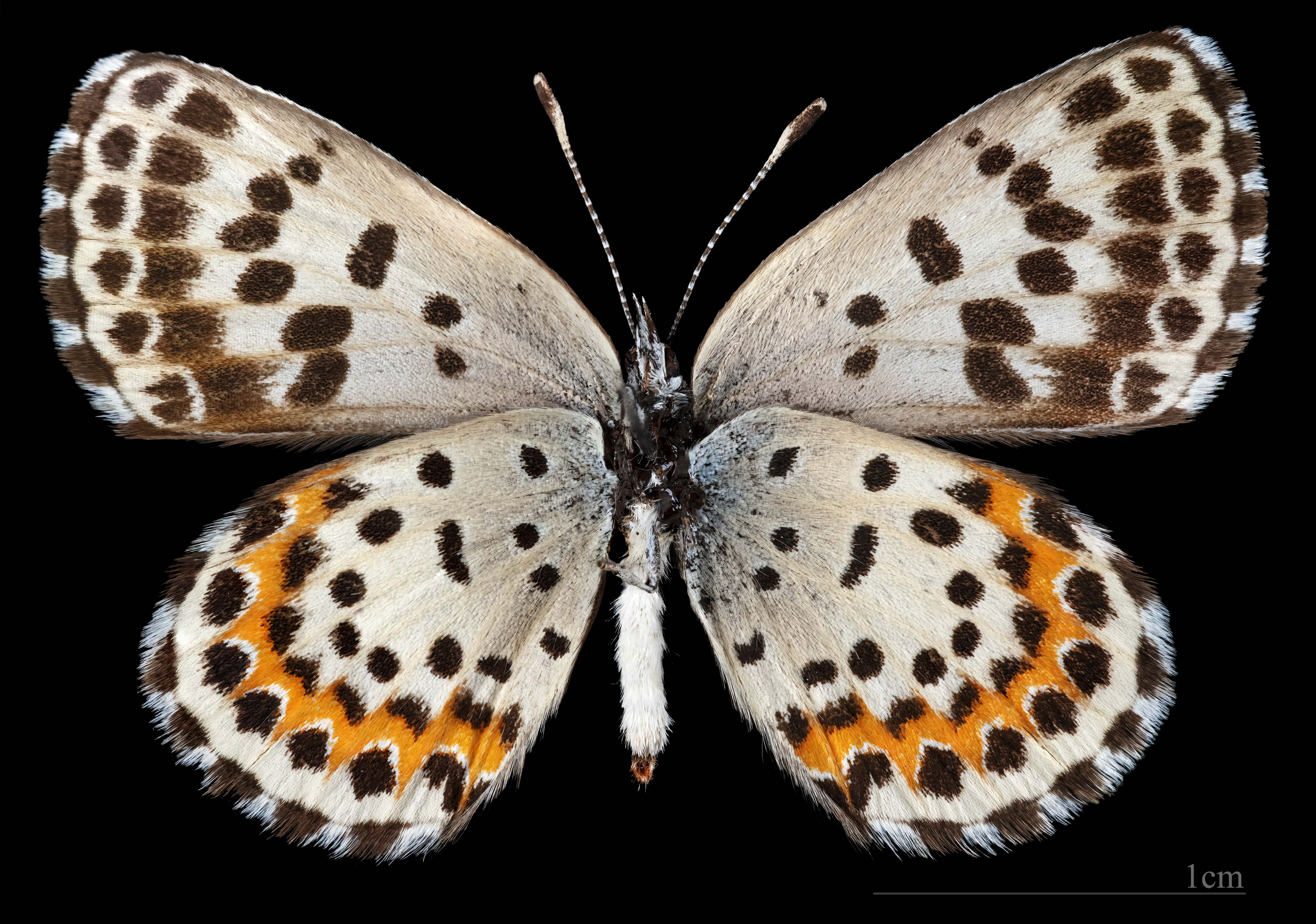
Scolitantides o. orion ♀ △

## Hàbitat
Zones pedregoses en matollars, prats i clarianes de bosc, sovint en ambients càlids i secs. Rang altitudinal des del nivell del mar fins als 1400 m. L'eruga s'alimenta de diverses espècies de crespinell del gènere Sedum, com ara S. album, S. telephium, S. hispanicum, S. maximum i S. sediforme.

## Període de vol i hibernació
Generalment vola en una generació entre finals de març i juny, en funció de la localitat, tot i que en algunes àrees de Suïssa presenta dues generacions, la primera entre abril i maig i la segona entre juliol i agost. Hiberna com a crisàlide a sota de pedres o de vegades en petites depressions en sòls sorrencs prop de la base de la planta nutrícia.

## Comportament
La femella pon els ous a la base de les fulles de les seves plantes nutrícies, les quals són consumides per les erugues. Es tracta d'una espècie mirmecòfila facultativa, les erugues de la qual sempre s'associen amb diverses espècies de formiga dels gèneres Camponotus, Lasius o Tapinoma.

## Galeria

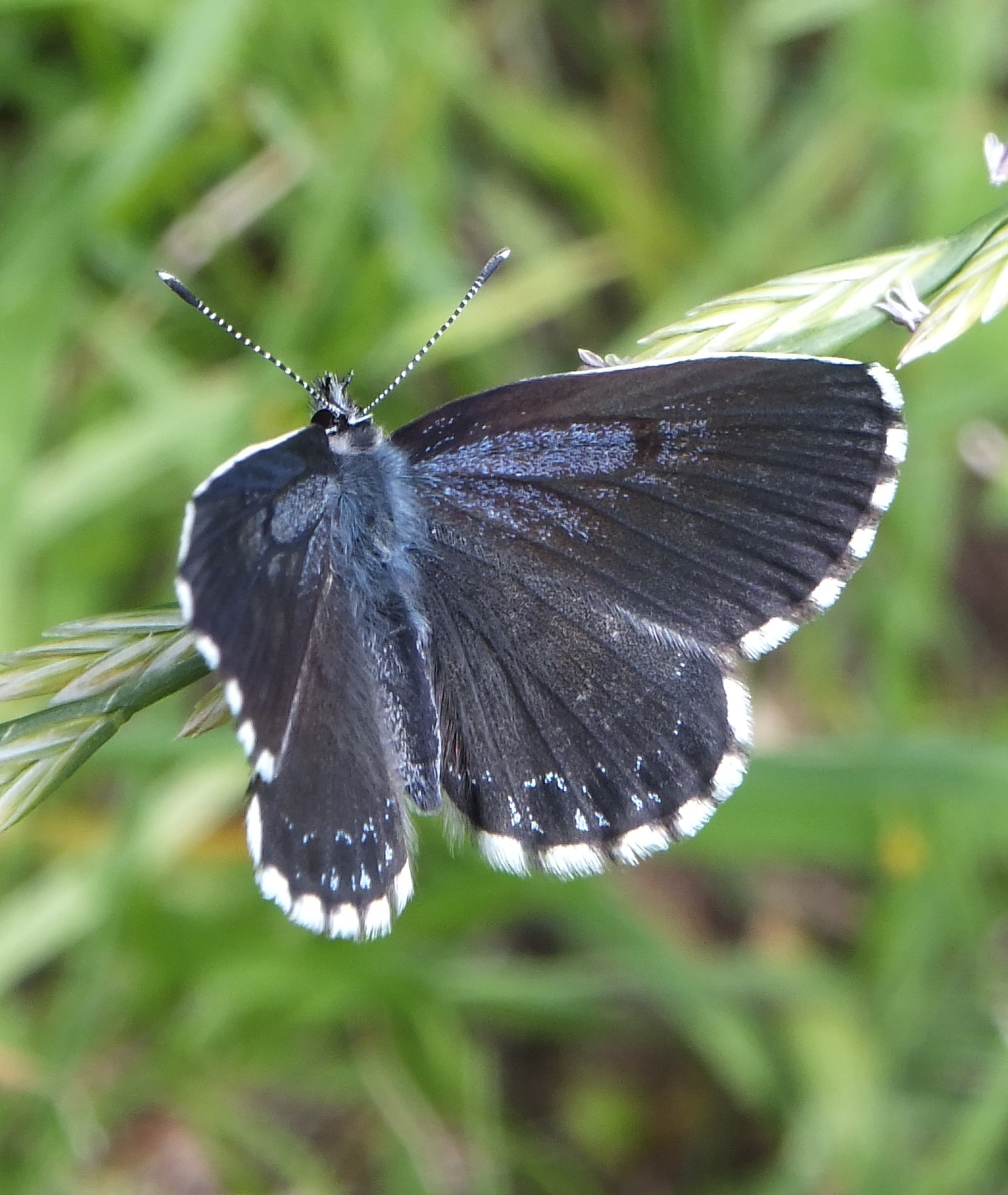
Anvers d'un adult
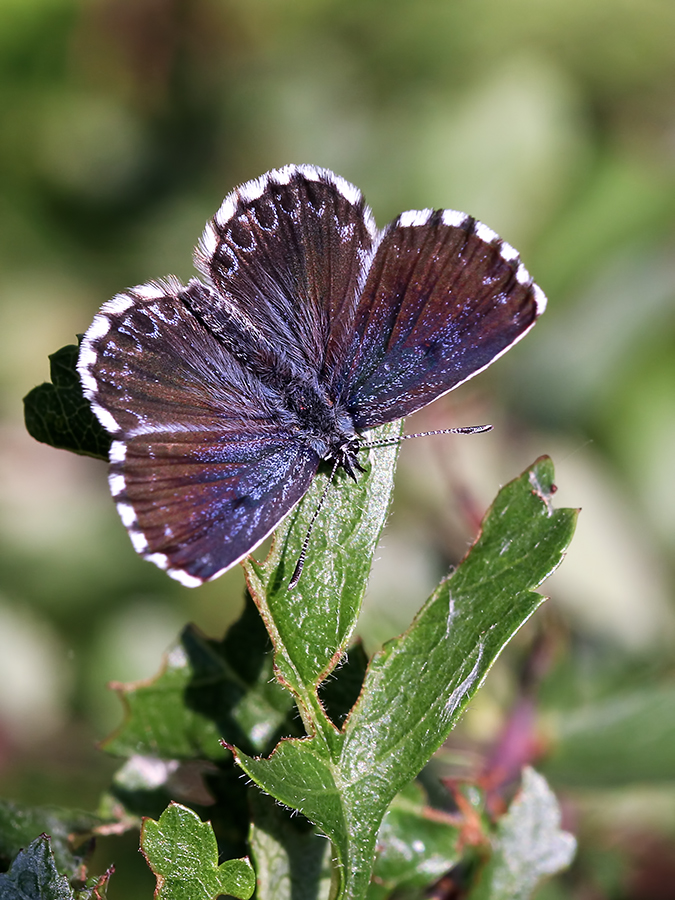
Anvers d'un adult a les muntanyes Bükk, Hongria
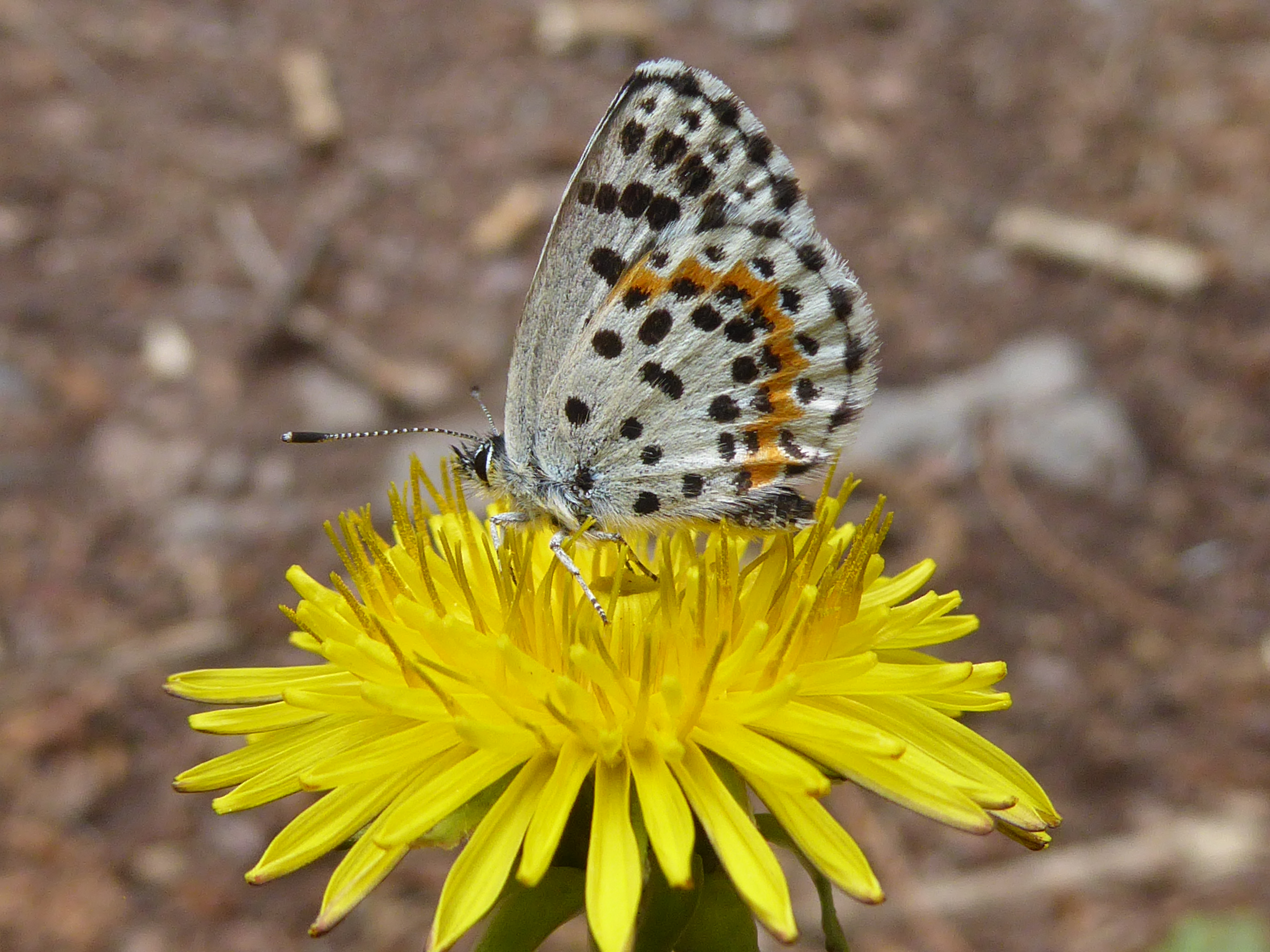
Revers d'un adult a la vora del riu Avisio, Segonzano, Trentino - Tirol del Sud, Itàlia
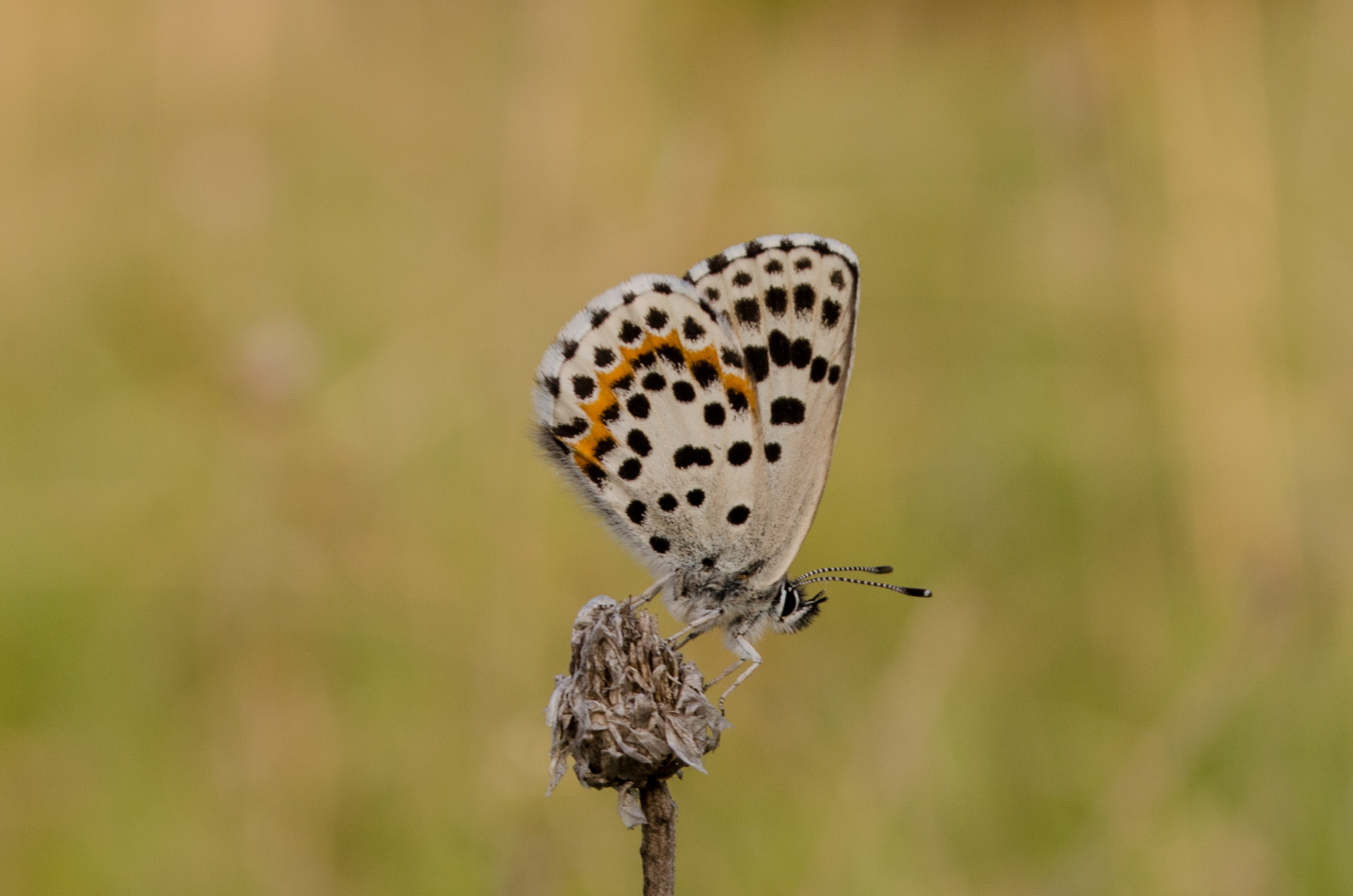
Revers d'un adult al Parc natural nacional del Gard del Bug, Ucraïna